# Executioner
Executioner (Skurge) is een fictieve superschurk uit Marvel Comics die werd bedacht door Stan Lee. Hij verscheen voor het eerst in Journey into Mystery nr. 103.

## Geschiedenis
Skurge werd geboren in Asgard.

## Biografie
Skurge the Executioner werd door Enchantress verleid. Tijdenlang vocht hij aan haar zijde, in de hoop op haar hart. Samen bevochten ze Thor. Ze sloten zich aan bij de eerste Masters of Evil om wraak op Thor te krijgen.

## Odin
Vanwege haar constante gekonkel verbande Odin Entchantress. In het gevecht met Surtur schoten zij en de Beul uiteindelijk zeer beslissend te hulp. De Beul, altijd verliefd op haar geweest, was echter ook de koele houding van de Enchantress zat en offerde zich op tijdens een missie met Thor naar de Hel.

## Krachten, vaardigheden en wapens
Skurge is een asgardiaan, wat hem ongeveer 15-30 maal sterker maakt dan een mens. Hijzelf was door training ongeveer 50-60 maal sterker. Hij was zeer bedreven in alle vechttechnieken en was volleerd in alle wapens. Zijn voorliefde ging echter uit naar de hand-aks of bijl, wat hem de naam Executioner opleverde.

## Marvel Cinematic Universe
Sinds 2017 verschijnt Skurge the Executioner in het Marvel Cinematic Universe, waarin hij gespeeld wordt door Karl Urban. Hij verscheen in de film Thor: Ragnarok uit 2017.